# Ernesto Delgado
Ernesto Delgado Cortilla, (nacido el 16 de junio de 1956 en Barcelona, Cataluña) fue un  jugador de baloncesto español. Con 1.95 de estatura, su puesto natural en la cancha era el de alero.

## Trayectoria
- 1973-1976 Joventut
- 1977-1978 C.B. Areslux Granollers
- 1978-1982 Joventut de Badalona
- 1982-1985 CB OAR Ferrol
- 1985-1986 Procesator Mataró ( 1ª B )
- 1986-1987 CB OAR Ferrol
- 1987-1988 Caja Ronda

## Palmarés
- Campeón de Copa con el Joventut en la temporada 1975-76.
- Campeón de la Copa Korac con el Joventut en la temporada 1980-1981.
- Medalla de Plata con la Selección Nacional Junior en el Campeonato de Europa de Orleans-74.
- Medalla de Plata con la Selección Nacional Juvenil en el Campeonato de Europa de Angri-73.